# Deafheaven
Deafheaven est un groupe de post-metal américain, originaire de San Francisco, en Californie. Le groupe est formé en tant que duo avec George Clarke et Kerry McCoy, qui enregistreront une démo ensemble. Ils recrutent ensuite trois nouveaux membres et se lancent en tournée. Avant fin 2010, le groupe signe au label Deathwish Inc. puis publie plus tard son premier album Roads to Judah, en avril 2011. Un autre album suit, Sunbather, en 2013 et est acclamé par la presse spécialisée. En 2015, le groupe publie son troisième album, New Bermuda.
Le style musical de Deafheaven est décrit comme du black metal mêlé à des éléments de shoegaze, parfois appelé post-black metal ou blackgaze. Cependant, ils ne se classent pas dans la catégorie black metal.

## Biographie

### Formation et démo (2010)
Deafheaven est formé en février 2010 à San Francisco, en Californie, par le chanteur George Clarke et le guitariste Kerry McCoy, anciens membres d'un groupe de grindcore local appelé Rise of Caligula
,.
Clarke et McCoy enregistrent une démo sans titre en avril 2010 aux studios Atomic Garden. À la suite de l'accueil positif de la démo, ils recrutent trois musiciens et font quelques concerts à partir de juillet 2010,.

### Signature à Deathwish etRoads to Judah(2010–2012)

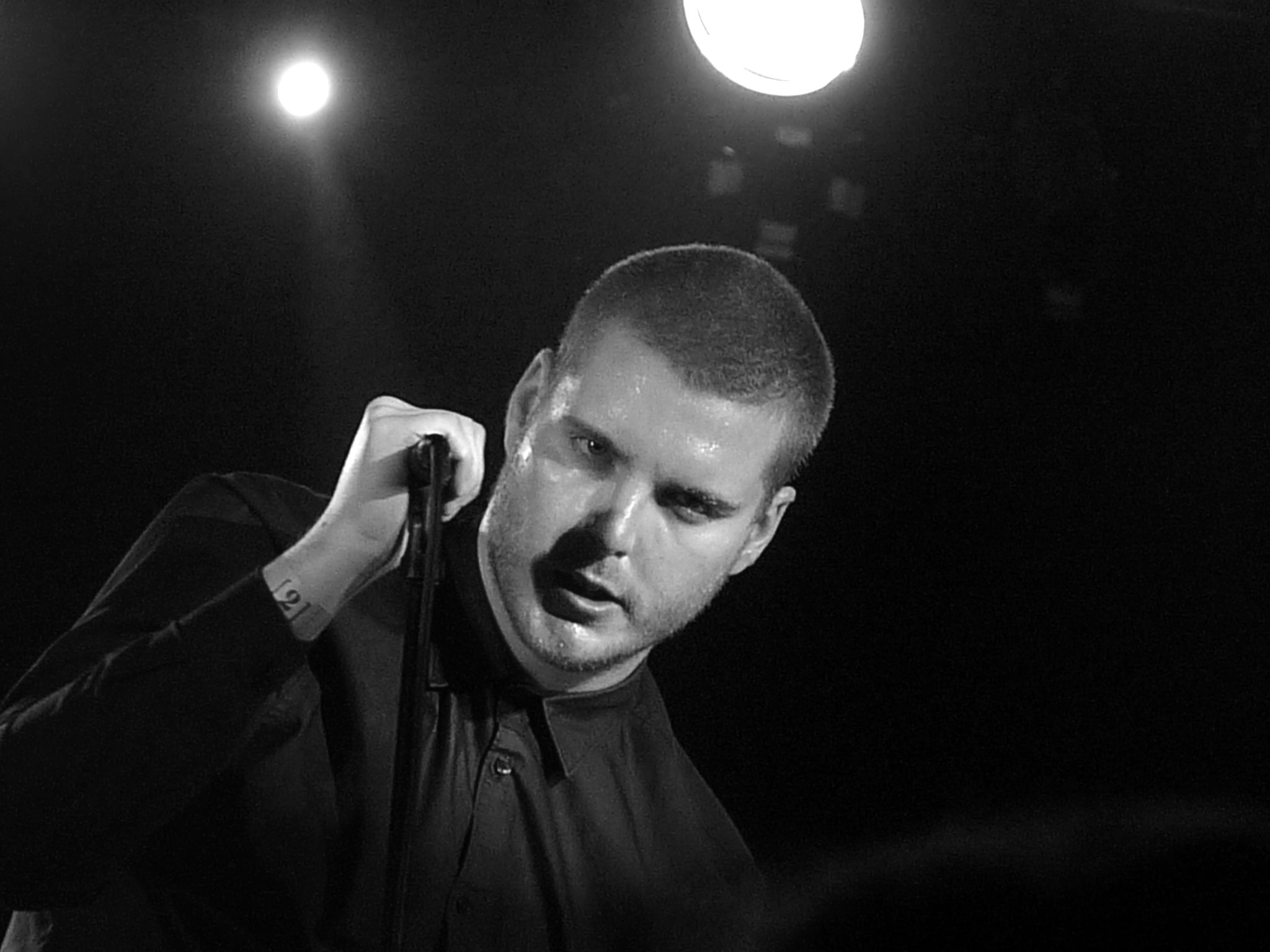
le chanteur George Clarke sur scène à Barcelone, en Espagne, en 2012.

Deafheaven annonce la signature d'un contrat d'enregistrement avec le label Deathwish Inc. en décembre 2010
 — un label fondé par le chanteur de Converge, Jacob Bannon. Deathwish contacte initialement Deafheaven, et voulait une démo. Le premier projet publié par Deafheaven à Deathwish est le single vinyle contenant Libertine Dissolves et Daedalus, deux chansons prises de leur démo. Le single est pressé en quantité limitée et envoyé en cadeau aux acheteurs.
Le premier album, Roads to Judah, est publié le 26 avril 2011 à Deathwish. Le titre fait référence à la ligne de métro N Judah qui sert de transport dans la ville natale de Deafheaven et l'album s'inspire, dans ses paroles, de  de Clarke. Roads to Judah est positivement accueilli par Decibel et RVA Magazine,, et cité dans de nombreuses listes d'albums effectuées notamment par NPR, Pitchfork et The A.V. Club,,. MSN Music nomme également Deafheaven comme l'un des meilleurs nouveaux groupes de 2011.
Pour la promotion de Roads to Judah, Deafheaven joue au festival SXSW d'Austin, dans le Texas, en mars 2011, et tourne aux États-Unis avec le groupe canadien de noise rock KEN mode en juin 2011, joue au California's Sound et au Fury Festival en juillet 2011, tourne de nouveaux aux États-Unis avec le groupe de post-rock Russian Circles en novembre 2011, et joue en Europe au début de 2012. McCoy explique que Russian Circles les a « pris sous leur aile » en tournée et leur a appris comment se comporter sur scène. Il explique : « Les trois importantes règles d'un groupe à succès c'est d'écrire des bonnes chansons, être excellent sur scène, ne pas péter plus haut que son cul. On ne pouvait pas s'en empêcher, mais ils [Russian Circles] nous l'ont ancrés dans la tête. » Deafheaven participe aussi au festival Northside de Brooklyn, à New York et au Fun Fun Fun Fest d'Austin, au Texas.

### Sunbatheret succès critique (2013–2014)
Au début de septembre 2011, Deafheaven annonce l'écriture probable d'un split, d'un EP ou d'un album studio. À cette période, McCoy décrit leurs chansons comme « plus rapides, plus sombres, beaucoup plus heavy et plus expérimentales » que Roads to Judah. Cependant, en décembre 2012, Clarke les décrit moins mélancoliques et moins centrées sur le black metal. Le titre de l'album reflète l'idée que se fait Clarke de la perfection : « une existence pure, parfaite et avec la santé qui est naturellement inatteignable avec des problèmes qu'on doit affronter dans cette réalité à cause de nos fautes, nos problèmes relationnels, familiaux, la mort, et cetera. » Deafheaven entre en studio pour enregistrer Sunbather en janvier 2013 avec Jack Shirley et le publie le 11 juin 2013 à Deathwish. Sunbather est distingué comme l'un des meilleurs albums de l'année sur Metacritic et obtient la note de 92/100 .
Hormis leur nouveau batteur Daniel Tracy, qui participe aussi à l'enregistrement de Sunbather, le groupe recrute le bassiste Stephen Clark et le guitariste Shiv Mehra pour les tournées de 2013. Les membres fondateurs Clarke et McCoy expliquent que les anciens membres sont partis à cause de difficultés liées à la vie sur les routes et au peu de gain collecté lors des tournées. Leur première tournée pour Sunbather s'effectue en Europe et en Russie avec The Secret entre avril et mai 2013 suivie par une tournée américaine avec Marriages entre juin et juillet. En 2014, Deafheaven tourne en Australie en janvier avec Between the Buried and Me, Intronaut et The Kindred en février et mars
, en Asie et en Europe en mai et juin, aux États-Unis avec Pallbearer en juin, effectue une seconde tournée européenne en août, et une tournée américaine avec No Joy en septembre.

### New Bermuda,Ordinary Corrupt Human Love(2015-2019)
En juillet 2015, Deafheaven annonce la sortie de son prochain album, New Bermuda pour le 2 octobre 2015 sur le label ANTI-. À la fin de 2015, New Bermuda est nommé 12e meilleur nouvel album de 2015 par le magazine Spin.
Le groupe annonce en janvier 2018 leur retour en studio pour travailler sur la suite de New Bermuda dont la sortie est prévue plus tard dans l'année. Le 17 avril 2018, le groupe publie Honeycomb, single principal de leur album Ordinary Corrupt Human Love. L'album sort le 13 juillet 2018, toujours sur le label ANTI-. Le single Honeycomb est par la suite nommé pour un Grammy Award de la meilleure performance metal. Le groupe sort le morceau Black Brick le 27 février 2019, coïncidant avec leur tournée américaine avec le groupe Baroness.

### 10 Years Gone et Infinite Granite(depuis 2020)
Le groupe publie le 4 décembre 2020 l'album 10 Years Gone en prise live studio pour célébrer les 10 ans de la sortie de leur démo sur Bandcamp, et passe sur le label Sargent House. La sortie du disque est accompagnée d'une note indiquant notamment que le groupe était reconnaissant que les fans soient restés avec eux durant la crise sanitaire de la covid et faisant allusion à un prochain album studio pour 2021. 
Le 7 juin 2021, le groupe poste sur les réseaux sociaux une vidéo annonçant la date du 8 août 2021. Deux jours plus tard, le single Great Mass of Color, est publié sur les plateformes de streaming. Il s'agira du single principal de leur cinquième album intitulé Infinite Granite, toujours sur le label Sargent House.

## Membres

### Membres actuels
- George Clarke – chant (depuis 2010)
- Kerry McCoy – guitare (depuis 2010)
- Daniel Tracy – batterie (depuis 2012)
- Shiv Mehra – guitare (depuis 2013)
- Chris Johnson – basse (depuis 2017)

### Anciens membres
- Nick Bassett – guitare (2010–2012)[47]
- Trevor Deschryver – batterie (2010–2012)
- Derek Prine – basse (2010–2012)
- Stephen Clark – basse (2013–2017)

### Musiciens de tournée
- Gary Bettencourt – guitare (2011)[47]
- Joey Bautista – guitare (2011–2012)[47]
- Mike « Metal » Coyle – guitare (2012)[47]

## Discographie

### Albums studio
- 2011 - Roads to Judah
- 2013 - Sunbather
- 2015 - New Bermuda
- 2018 - Ordinary Corrupt Human Love
- 2021 - Infinite Granite
- 2025 - Lonely People With Power

### Compilations & Live
- 2011 : Live at the Blacktops
- 2020 : 10 Years Gone